# Club Atlético River Plate 1933
Questa voce raccoglie le informazioni riguardanti il Club Atlético River Plate nelle competizioni ufficiali della stagione 1933.

## Stagione
Il River Plate iniziò la stagione con la sconfitta ad Avellaneda con l'Independiente il 12 marzo; alla giornata successiva arrivò la prima vittoria, 7-1 sui futuri campioni del San Lorenzo de Almagro. Questa vittoria fu anche quella con il maggior scarto. La formazione dalla banda rossa registrò la seconda miglior difesa, con 36 gol subiti.

## Maglie e sponsor
| Casa | Trasferta |

## Rosa
| N. |                      | Ruolo | Calciatore        |
| -- | -------------------- | ----- | ----------------- |
|    | Argentina (bandiera) | P     | Ángel Bossio      |
|    | Argentina (bandiera) | P     | Sebastián Sirni   |
|    | Argentina (bandiera) | D     | José Agnelli      |
|    | Argentina (bandiera) | D     | Roberto Basílico  |
|    | Argentina (bandiera) | D     | Joaquín Bezos     |
|    | Argentina (bandiera) | D     | Alberto Cuello    |
|    | Argentina (bandiera) | D     | Agustín Flores    |
|    | Argentina (bandiera) | D     | Alberto López     |
|    | Argentina (bandiera) | D     | Manuel Quiroga    |
|    | Argentina (bandiera) | D     | Carlos Santamaría |
|    | Argentina (bandiera) | D     | Cataldo Spitale   |
|    | Brasile (bandiera)   | D     | Aarón Wergifker   |
|    | Argentina (bandiera) | C     | Pedro Chalú       |
|    | Argentina (bandiera) | C     | Manuel Dañil      |
|    | Argentina (bandiera) | C     | Manuel Ferreira   |
|    | Argentina (bandiera) | C     | Sebastián Gazzara |
|    | Argentina (bandiera) | C     | Alejandro Giglio  |
|    | Argentina (bandiera) | C     | Norberto Maiola   |

| N. |                      | Ruolo | Calciatore          |
| -- | -------------------- | ----- | ------------------- |
|    | Argentina (bandiera) | C     | Esteban Malazzo     |
|    | Argentina (bandiera) | A     | Juan Arrillaga      |
|    | Argentina (bandiera) | A     | Eduardo Davico      |
|    | Argentina (bandiera) | A     | Luis Díaz           |
|    | Paraguay (bandiera)  | A     | Clotardo Dendi      |
|    | Argentina (bandiera) | A     | Bernabé Ferreyra    |
|    | Uruguay (bandiera)   | A     | Pedro Lago          |
|    | Argentina (bandiera) | A     | José Lamas          |
|    | Argentina (bandiera) | A     | Osvaldo Landoni     |
|    | Argentina (bandiera) | A     | Carlos Locasso      |
|    | Argentina (bandiera) | A     | Alberto López Bravo |
|    | Argentina (bandiera) | A     | Nazareno Luna       |
|    | Argentina (bandiera) | A     | Ismael Martínez     |
|    | Argentina (bandiera) | A     | Natalio Perinetti   |
|    | Argentina (bandiera) | A     | Carlos Peucelle     |
|    | Argentina (bandiera) | A     | Federico Tello      |
|    | Argentina (bandiera) | A     | Ricardo Zatelli     |

## Statistiche

### Statistiche di squadra
| Competizione     | Punti | Totale | Totale | Totale | Totale | Totale | Totale | DR  |
| Competizione     | Punti | G      | V      | N      | P      | Gf     | Gs     | DR  |
| ---------------- | ----- | ------ | ------ | ------ | ------ | ------ | ------ | --- |
| Primera División | 46    | 34     | 20     | 6      | 8      | 71     | 36     | +35 |
| Totale           | -     |        |        |        |        |        |        | -   |